# Centromerus cottarellii
Centromerus cottarellii är en spindelart som beskrevs av Brignoli 1979. Centromerus cottarellii ingår i släktet Centromerus och familjen täckvävarspindlar.
Artens utbredningsområde är Italien. Inga underarter finns listade i Catalogue of Life.